# Tino Sehgal
Tino Sehgal Burgert (Londra, 1976) è un artista tedesco.
È stato l'artista più giovane ad aver rappresentato, nel 2005 insieme a Thomas Scheibitz, la Germania alla Biennale di Venezia. Alcune tra le sue più importanti mostre sono state esposte al Stedelijk Museum (2015), Museum für Moderne Kunst (2007), Institute of Contemporary Arts (2007, 2006, 2005), Kunsthaus Bregenz (2006), Kunstverein Hamburg (2006), Fondazione Serralves (2005) e al Eindhoven e Musée des Beaux-Arts (2004).

## Riconoscimenti
- 2004 – Premio Bâloise, Art Basel[3]
- 2006 – Premio Hugo Boss
- 2007 – Preis der Nationalgalerie für Junge Kunst
- 2013 – Turner Prize (per le sue mostre This Variation e These Associations)
- 2013 – Leone d'Oro[4][5]